# Monus, de man van de maan
Monus de Man van de Maan was een hoorspel, dat in de jaren vijftig op de zondagmiddag om 17.30 uur uitgezonden werd door de VARA. Het was een van de populairste Nederlandse radioprogramma's in die tijd. Vanaf 1952 verschenen de avonturen van Monus ook in boekvorm.
Monus is een creatie van de auteur A.D. Hildebrand. Monus werd van een stem voorzien door Paul Deen, professor Andree door Flip van der Schalie, terwijl Sacco van der Made de rol van Harm Peters (de assistent van de professor) vertolkte.

## Verhaal
Het is 1952 (dus vijf jaren vóór de lancering van de Spoetnik en zeventien jaren vóór Neil Armstrongs "reuzenstap voor de mensheid"). Professor Andree en zijn assistent Harm Peters maken als eerste mensen een reis naar de maan. Tot hun verrassing blijkt die bewoond te zijn door een menselijk ras.
Doordat de maan kleiner is dan de aarde koelde hij sneller af, waardoor de maanmensen zich gedwongen zagen in ondergrondse steden te gaan wonen en allerlei uitvindingen te doen. Daardoor kunnen ze nu voedsel, lucht, water en alles wat ze nodig hebben machinaal produceren. Ze hebben een samenleving opgebouwd waaraan iedereen naar vermogen bijdraagt, en die in elk opzicht beantwoordt aan de definitie van een utopie. Omdat er voor iedereen genoeg is, bestaat er geen geld meer en behoren oorlog en misdaad tot het verre verleden.
Andree en Harm maken kennis met Monus. Monus woont in de ondermaanse stad Sinopol en is een bewaker van de aarde. Hij luistert regelmatig naar aardse radio-uitzendingen en heeft een reuzenkijker, zodat hij veel weet over de Tweede Wereldoorlog, de atoombomproeven en de agressieve debatten in de Verenigde Naties. Aanvankelijk beveelt hij de aardse bezoekers de maan te verlaten, thuis niets te vertellen over de maan-samenleving en nooit meer terug te komen. Maar dan krijgt hij te maken met de aardse misdaad. Een voormalige assistent van professor Andree heeft het ontwerp van Andree's ruimteschip gekopieerd en verkocht aan een Amerikaan die goud en diamanten van de maan wil roven. Die komen op de maan veel voor en worden daar als tamelijk waardeloos beschouwd. Deze poging tot diefstal is voor de maanregering aanleiding om Monus met Andree en Harm mee te laten gaan naar de aarde en de aardbewoners te leren hoe zij in vrede kunnen leven.
Dat gaat niet zonder slag of stoot. Dat Monus allerlei aspecten van onze samenleving niet begrijpt leidt soms tot hilarische situaties. Aan Harms moeder doet hij een koe cadeau omdat de melk zo duur is. Om honderd nieuwe lakens te kunnen opbergen laat hij een kast bezorgen die zó groot en zwaar is dat de bovenverdieping van het huis geruïneerd wordt. En een politieagent die lastige vragen stelt beschiet hij met zijn paralitum, een ongevaarlijk wapen, waardoor de man drie minuten verstijft.
Als bekend wordt dat de Nederlandse regering de maan wil koloniseren met behulp van een vloot van zestig bewapende ruimteschepen, plegen Monus, professor Andree en Harm een overval op een radio-studio en houdt de professor een toespraak. Nu hoort het publiek voor het eerst van dit oorlogszuchtige plan en komt het in opstand: de regering wordt gedwongen af te treden. Gerustgesteld en ontroerd door het feit dat het volk zijn leiders tot verstand heeft weten te brengen keert Monus terug naar de maan.

## Trivia
Monus werd vooral bekend door de stem van Paul Deen, die nogal geknepen klonk. Het was de gouden tijd van de radio en hele volksstammen zaten zondagmiddag aan de radio gekluisterd om de avonturen van hun favoriete maanbewoner te horen. Het boek was al net zo'n succes en werd gevolgd door Monus' avonturen op aarde (1952), Monus en de vliegende schotels (1953) en Monus naar Mars (1954). Achter in het eerste boek zat een formulier van het Hayden Planetarium te New York, waarmee de lezers zich konden opgeven voor een reis in de ruimte, als het daartoe zou komen. Men kon zelfs de gewenste bestemming opgeven: de maan, Mars, Jupiter of Saturnus.